# C/1861 G1 Thatcher
C/1861 G1 Thatcher è una cometa non periodica scoperta dall'astrofilo statunitense Albert E. Thatcher. Caratteristica saliente di questa cometa sono le piccole MOID con la Terra e il pianeta Saturno: sulla Terra questo fatto dà luogo allo sciame meteoritico delle Liridi. 

## Visibilità
Il 10 aprile 1861 era di 6a. La cometa è divenuta visibile a occhio nudo raggiungendo il 4 maggio 1861 una magnitudine visuale di 2-3a e mostrando una coda di 1°.